# Aeroportul Zunyi Xinzhou
Aeroportul Zunyi Xinzhou (IATA: ZYI, ICAO: ZUZY) este un aeroport din Xinzhou⁠(d), Xinpu New Area⁠(d), Guizhou, Republica Populară Chineză ce deservește zona Zunyi⁠(d). Aeroportul a fost tranzitat în 2022 de 767.553 de pasageri. A fost deschis în 28 august 2012 și numit după zona deservită.
Aeroportul dispune de o singură pistă.